# Castiglione dei Pepoli
Castiglione dei Pepoli – miejscowość i gmina we Włoszech, w regionie Emilia-Romania, w prowincji Bolonia.
Według danych na styczeń 2009 gminę zamieszkiwały 6043 osoby przy gęstości zaludnienia 91,8 os./1 km².